# All-ABA Team
L'All-ABA Team fu il riconoscimento che ogni anno la ABA conferiva ai 10 migliori giocatori che si erano distinti nel corso della regular season.

## Vincitori
|                          | Eletti nella Basketball Hall of Fame                                                |
| giocatore (in grassetto) | indica il giocatore che nello stesso anno ha vinto l'ABA Most Valuable Player Award |

| Stagione  |                     |                        |                    |                          |
| Stagione  | 1° quintetto        | 1° quintetto           | 2° quintetto       | 2° quintetto             |
| Stagione  | Giocatore           | Squadra                | Giocatore          | Squadra                  |
| --------- | ------------------- | ---------------------- | ------------------ | ------------------------ |
| 1967-1968 | Connie Hawkins      | Pittsburgh Pipers      | Roger Brown        | Indiana Pacers           |
| 1967-1968 | Doug Moe            | New Orleans Buccaneers | John Beasley       | Dallas Chaparrals        |
| 1967-1968 | Mel Daniels         | Minnesota Muskies      | Cincy Powell       | Dallas Chaparrals        |
| 1967-1968 | Larry Jones         | Denver Rockets         | Louie Dampier      | Kentucky Colonels        |
| 1967-1968 | Charlie Williams    | Pittsburgh Pipers      | Larry Brown        | New Orleans Buccaneers   |
| 1968-1969 | Connie Hawkins (2)  | Minnesota Pipers       | John Beasley (2)   | Dallas Chaparrals        |
| 1968-1969 | Rick Barry          | Oakland Oaks           | Doug Moe (2)       | Oakland Oaks             |
| 1968-1969 | Mel Daniels (2)     | Indiana Pacers         | Red Robbins        | New Orleans Buccaneers   |
| 1968-1969 | Jimmy Jones         | New Orleans Buccaneers | Donnie Freeman     | Miami Floridians         |
| 1968-1969 | Larry Jones (2)     | Denver Rockets         | Louie Dampier (2)  | Kentucky Colonels        |
| 1969-1970 | Rick Barry (2)      | Washington Caps        | Roger Brown (2)    | Indiana Pacers           |
| 1969-1970 | Spencer Haywood     | Denver Rockets         | Bob Netolicky      | Indiana Pacers           |
| 1969-1970 | Mel Daniels (3)     | Indiana Pacers         | Red Robbins (2)    | New Orleans Buccaneers   |
| 1969-1970 | Bob Verga           | Carolina Cougars       | Louie Dampier (3)  | Kentucky Colonels        |
| 1969-1970 | Larry Jones (3)     | Denver Rockets         | Donnie Freeman (2) | Miami Floridians         |
| 1970-1971 | Roger Brown (3)     | Indiana Pacers         | John Brisker       | Pittsburgh Condors       |
| 1970-1971 | Rick Barry (3)      | New York Nets          | Joe Caldwell       | Carolina Cougars         |
| 1970-1971 | Mel Daniels (4)     | Indiana Pacers         | Larry Cannon       | Denver Rockets           |
| 1970-1971 | Mack Calvin         | The Floridians         | Donnie Freeman (3) | Texas Chaparrals         |
| 1970-1971 | Charlie Scott       | Virginia Squires       | Zelmo Beaty        | Utah Stars (pari)        |
| 1970-1971 | Charlie Scott       | Virginia Squires       | Dan Issel          | Kentucky Colonels (pari) |
| 1971-1972 | Dan Issel (2)       | Kentucky Colonels      | Willie Wise        | Utah Stars               |
| 1971-1972 | Rick Barry (4)      | New York Nets          | Julius Erving      | Virginia Squires         |
| 1971-1972 | Artis Gilmore       | Kentucky Colonels      | Zelmo Beaty (2)    | Utah Stars               |
| 1971-1972 | Donnie Freeman (4)  | Dallas Chaparrals      | Ralph Simpson      | Denver Rockets           |
| 1971-1972 | Bill Melchionni     | New York Nets          | Charlie Scott (2)  | Virginia Squires         |
| 1972-1973 | Billy Cunningham    | Carolina Cougars       | George McGinnis    | Indiana Pacers           |
| 1972-1973 | Julius Erving (2)   | Virginia Squires       | Dan Issel (3)      | Kentucky Colonels        |
| 1972-1973 | Artis Gilmore (2)   | Kentucky Colonels      | Mel Daniels (5)    | Indiana Pacers           |
| 1972-1973 | Jimmy Jones (2)     | Utah Stars             | Ralph Simpson (2)  | Denver Rockets           |
| 1972-1973 | Warren Jabali       | Denver Rockets         | Mack Calvin (2)    | Carolina Cougars         |
| 1973-1974 | George McGinnis (2) | Indiana Pacers         | Willie Wise (2)    | Utah Stars               |
| 1973-1974 | Julius Erving (3)   | New York Nets          | Dan Issel (4)      | Kentucky Colonels        |
| 1973-1974 | Artis Gilmore (3)   | Kentucky Colonels      | Swen Nater         | Virginia/San Antonio     |
| 1973-1974 | Jimmy Jones (3)     | Utah Stars             | Ron Boone          | Utah Stars               |
| 1973-1974 | Mack Calvin (3)     | Carolina Cougars       | Louie Dampier (4)  | Kentucky Colonels        |
| 1974-1975 | George McGinnis (3) | Indiana Pacers         | Marvin Barnes      | Spirits of St. Louis     |
| 1974-1975 | Julius Erving (4)   | New York Nets          | George Gervin      | San Antonio Spurs        |
| 1974-1975 | Artis Gilmore (4)   | Kentucky Colonels      | Swen Nater (2)     | San Antonio Spurs        |
| 1974-1975 | Ron Boone (2)       | Utah Stars             | James Silas        | San Antonio Spurs        |
| 1974-1975 | Mack Calvin (4)     | Denver Nuggets         | Brian Taylor       | New York Nets            |
| 1975-1976 | Ralph Simpson (3)   | Denver Nuggets         | Bobby Jones        | Denver Nuggets           |
| 1975-1976 | Julius Erving (5)   | New York Nets          | George Gervin (2)  | San Antonio Spurs        |
| 1975-1976 | Artis Gilmore (5)   | Kentucky Colonels      | Dan Issel (5)      | Denver Nuggets           |
| 1975-1976 | Billy Knight        | Indiana Pacers         | David Thompson     | Denver Nuggets           |
| 1975-1976 | James Silas (2)     | San Antonio Spurs      | Don Buse           | Indiana Pacers           |

## Giocatori con più selezioni
| Giocatore       | Squadre                                                          | Stagioni                     | First Team | Second Team | Totale | Numero ABA MVP regular season |
| --------------- | ---------------------------------------------------------------- | ---------------------------- | ---------- | ----------- | ------ | ----------------------------- |
| Artis Gilmore   | Kentucky Colonels                                                | 1972, 1973, 1974, 1975, 1976 | 5          | 0           | 5      | 1                             |
| Julius Erving   | Virginia Squires, New York Nets                                  | 1972, 1973, 1974, 1975, 1976 | 4          | 1           | 5      | 3                             |
| Mel Daniels     | Minnesota Muskies, Indiana Pacers                                | 1968, 1969, 1970, 1971, 1973 | 4          | 1           | 5      | 2                             |
| Dan Issel       | Kentucky Colonels, Denver Nuggets                                | 1971, 1972 1973, 1974, 1976  | 1          | 4           | 5      | 0                             |
| Rick Barry      | Oakland Oaks/Washington Caps, New York Nets                      | 1969, 1970, 1971, 1972       | 4          | 0           | 4      | 0                             |
| Mack Calvin     | The Floridians, Carolina Cougars, Denver Nuggets                 | 1971, 1973, 1974, 1975       | 3          | 1           | 4      | 0                             |
| Donnie Freeman  | Miami Floridians, Utah Stars, Texas Chaparrals/Dallas Chaparrals | 1969, 1970, 1971, 1972       | 1          | 3           | 4      | 0                             |
| Louie Dampier   | Kentucky Colonels                                                | 1968, 1969, 1970, 1974       | 0          | 4           | 4      | 0                             |
| Larry Jones     | Denver Rockets                                                   | 1968, 1969, 1970             | 3          | 0           | 3      | 0                             |
| Jimmy Jones     | New Orleans Buccaneers, Utah Stars                               | 1969, 1973, 1974             | 3          | 0           | 3      | 0                             |
| George McGinnis | Indiana Pacers                                                   | 1973, 1974, 1975             | 2          | 1           | 3      | 1                             |
| Roger Brown     | Indiana Pacers                                                   | 1968, 1970, 1971             | 1          | 2           | 3      | 0                             |
| Ralph Simpson   | Denver Rockets/Denver Nuggets                                    | 1972, 1973, 1976             | 1          | 2           | 3      | 0                             |
| Connie Hawkins  | Pittsburgh Pipers/Minnesota Pipers                               | 1968, 1969                   | 2          | 0           | 2      | 1                             |
| Charlie Scott   | Virginia Squires                                                 | 1971, 1972                   | 1          | 1           | 2      | 0                             |
| Ron Boone       | Utah Stars, Spirits of St. Louis                                 | 1974, 1975                   | 1          | 1           | 2      | 0                             |
| James Silas     | San Antonio Spurs                                                | 1975, 1976                   | 1          | 1           | 2      | 0                             |
| Doug Moe        | New Orleans Buccaneers, Oakland Oaks                             | 1968, 1969                   | 1          | 1           | 2      | 0                             |
| George Gervin   | San Antonio Spurs                                                | 1975, 1976                   | 0          | 2           | 2      | 0                             |
| Zelmo Beaty     | Utah Stars                                                       | 1971, 1972                   | 0          | 2           | 2      | 0                             |
| Willie Wise     | Utah Stars                                                       | 1972, 1974                   | 0          | 2           | 2      | 0                             |
| John Beasley    | Dallas Chaparrals                                                | 1968, 1969                   | 0          | 2           | 2      | 0                             |
| Red Robbins     | New Orleans Buccaneers                                           | 1969, 1970                   | 0          | 2           | 2      | 0                             |
| Swen Nater      | San Antonio Spurs                                                | 1974, 1975                   | 0          | 2           | 2      | 0                             |